# Silene ramosissima
Silene ramosissima é uma espécie de planta com flor pertencente à família Caryophyllaceae. 
A autoridade científica da espécie é Desf., tendo sido publicada em Fl. Atlant. 1: 354. 1798.

## Portugal
Trata-se de uma espécie presente no território português, nomeadamente em Portugal Continental.
Em termos de naturalidade é nativa da região atrás indicada.

## Protecção
Não se encontra protegida por legislação portuguesa ou da Comunidade Europeia.